# Eleição municipal de São Luís em 2008
A eleição municipal da cidade brasileira de São Luís em 2008 ocorreu em 5 de outubro de 2008 para eleger um prefeito, um vice-prefeito e 21 vereadores para administração da cidade. O prefeito era Tadeu Palácio, do PDT, que terminaria seu mandato em 1 de janeiro de 2009. Como nenhum candidato atingiu a maioria dos votos válidos (50%+1), houve segundo turno. O prefeito eleito foi João Castelo, do PSDB, que derrotou Flávio Dino, este apoiado pelo então presidente Lula e pela então senadora Roseana Sarney. Castelo pôs a segunda derrota eleitoral do grupo Sarney, após cinco derrotas nas urnas.

## Candidatos
|  | Nº | Candidato(a) a prefeito | Candidato(a) a prefeito                            | Candidato(a) a vice-prefeito | Candidato(a) a vice-prefeito                                    | Coligação |
|  | -- | ----------------------- | -------------------------------------------------- | ---------------------------- | --------------------------------------------------------------- | --- |
|  | 10 |                         | Cléber Verde (PRB) Cléber Verde Cordeiro Mendes    |                              | Coronel Odair (PRB) Odair dos Santos Ferreira                   | Sem coligação - Partido Republicano Brasileiro (PRB) |
|  | 11 |                         | Waldir Maranhão (PP) Waldir Maranhão Cardoso       |                              | William Junior (PV) José William de Paula Souza Junior          | São Luís: Progresso Sustentável - Partido Progressista (PP) - Partido Verde (PV) |
|  | 12 |                         | Clodomir Paz (PDT) Clodomir Ferreira Paz           |                              | Pr. Fábio Leite (PPS) Francisco Fábio Silva Leite               | São Luís não Pode Parar - Partido Democrático Trabalhista (PDT) - Partido Popular Socialista (PPS) - Partido da Mobilização Nacional (PMN) - Partido Comunista Brasileiro (PCB) - Partido Social Liberal (PSL) - Partido Republicano Progressista (PRP) - Partido Social Democrata Cristão (PSDC) - Partido da República (PR) - Partido Humanista da Solidariedade (PHS) - Partido Trabalhista Nacional (PTN) |
|  | 14 |                         | Pedro Fernandes (PTB) Pedro Fernandes Ribeiro      |                              | Hélcio Silva (PTB) Hélcio de Jesus Silva                        | Sem coligação - Partido Trabalhista Brasileiro (PTB) |
|  | 15 |                         | Gastão Vieira (PMDB) Gastão Dias Vieira            |                              | Sônia Baptista (PSC) Sônia Tereza de Carvalho Baptista Ferreira | Diga Sim para São Luís - Partido do Movimento Democrático Brasileiro (PMDB) - Partido Social Cristão (PSC) |
|  | 16 |                         | Welbson Madeira (PSTU) Welbson do Vale Madeira     |                              | Elói Natan (PSTU) Elói Natan Silveira Nascimento                | Sem coligação - Partido Socialista dos Trabalhadores Unificado (PSTU) |
|  | 25 |                         | Raimundo Cutrim (DEM) Raimundo Soares Cutrim       |                              | Sebastião Santos (DEM) Sebastião Santos Silva                   | A Força das Comunidades - Democratas (DEM) - Partido Trabalhista do Brasil (PTdoB) - Partido Renovador Trabalhista Brasileiro (PRTB) |
|  | 45 |                         | João Castelo (PSDB) João Castelo Ribeiro Gonçalves |                              | Helena Duailibe (PSB) Helena Maria Duailibe Ferreira            | São Luís Merece Mais - Partido da Social Democracia Brasileira (PSDB) - Partido Socialista Brasileiro (PSB) - Partido Trabalhista Cristão (PTC) |
|  | 50 |                         | Paulo Rios (PSOL) Paulo Roberto Rios Ribeiro       |                              | Cláudio Mendonça (PSOL) Cláudio Anselmo de Souza Mendonça       | Sem coligação - Partido Socialismo e Liberdade (PSOL) |
|  | 65 |                         | Flávio Dino (PCdoB) Flávio Dino de Castro e Costa  |                              | Rodrigo Comerciário (PT) Rodrigo Ribamar Rodrigues Filho        | Unidade Popular - Partido Comunista do Brasil (PCdoB) - Partido dos Trabalhadores (PT) |

## Resultados da eleição para prefeito
| Candidato(a)            | Vice                     | 1º Turno 5 de outubro de 2008 | 1º Turno 5 de outubro de 2008 | 2º Turno 26 de outubro de 2008 | 2º Turno 26 de outubro de 2008 |
| Candidato(a)            | Vice                     | Votação                       | Votação                       | Votação                        | Votação                        |
| Candidato(a)            | Vice                     | Total                         | Porcentagem                   | Total                          | Porcentagem                    |
| ----------------------- | ------------------------ | ----------------------------- | ----------------------------- | ------------------------------ | ------------------------------ |
| João Castelo (PSDB)     | Helena Duailibe (PSB)    | 210.629                       | 43,12%                        | 271.014                        | 55,84%                         |
| Flávio Dino (PCdoB)     | Rodrigo Comerciário (PT) | 167.436                       | 34,28%                        | 214.302                        | 44,16%                         |
| Clodomir Paz (PDT)      | Pr. Fábio Leite (PPS)    | 46.199                        | 9,46%                         | Não participaram               | Não participaram               |
| Raimundo Cutrim (DEM)   | Sebastião Santos (DEM)   | 22.054                        | 4,51%                         | Não participaram               | Não participaram               |
| Cléber Verde (PRB)      | Coronel Odair (PRB)      | 19.013                        | 3,89%                         | Não participaram               | Não participaram               |
| Gastão Vieira (PMDB)    | Sônia Baptista (PSC)     | 9.508                         | 1,95%                         | Não participaram               | Não participaram               |
| Welbson Madeira (PSTU)  | Elói Natan (PSTU)        | 5.135                         | 1,05%                         | Não participaram               | Não participaram               |
| Pedro Fernandes (PTB)   | Hélcio Silva (PTB)       | 4.020                         | 0,82%                         | Não participaram               | Não participaram               |
| Waldir Maranhão (PP)    | William Junior (PV)      | 2.644                         | 0,54%                         | Não participaram               | Não participaram               |
| Paulo Rios (PSOL)       | Cláudio Mendonça (PSOL)  | 1.825                         | 0,37%                         | Não participaram               | Não participaram               |
| Total de votos válidos  | Total de votos válidos   | 488.463                       | 100,00%                       | 485.316                        | 100,00%                        |
| Votos apurados          |                          |                               |                               |                                |                                |
| Votos válidos           | Votos válidos            | 488.463                       | 93,61%                        | 485.316                        | 96,80%                         |
| Votos em branco         | Votos em branco          | 12.962                        | 2,48%                         | 6.232                          | 1,24%                          |
| Votos nulos             | Votos nulos              | 20.359                        | 3,90%                         | 9.811                          | 1,96%                          |
| Total de votos apurados | Total de votos apurados  | 521.784                       | 100,00%                       | 501.359                        | 100,00%                        |
| Eleitores               |                          |                               |                               |                                |                                |
| Comparecimento          | Comparecimento           | 521.784                       | 81,92%                        | 501.359                        | 78,72%                         |
| Abstenções              | Abstenções               | 115.130                       | 18,08%                        | 135.555                        | 21,28%                         |
| Total de eleitores      | Total de eleitores       | 636.914                       | 100,00%                       | 636.914                        | 100,00%                        |
| Total de seções: 1.747  |                          |                               |                               |                                |                                |

| Partido | Partido | Candidato       | Votos   | Votos (%) |
| ------- | ------- | --------------- | ------- | --------- |
|         | PSDB    | João Castelo    | 210 629 | 43,12%    |
|         | PCdoB   | Flávio Dino     | 167 436 | 34,28%    |
|         | PDT     | Clodomir Paz    | 46 199  | 9,46%     |
|         | DEM     | Raimundo Cutrim | 22 054  | 4,51%     |
|         | PRB     | Cléber Verde    | 19 013  | 3,89%     |
|         | PMDB    | Gastão Vieira   | 9 508   | 1,95%     |
|         | PSTU    | Welbson Madeira | 5 135   | 1,05%     |
|         | PTB     | Pedro Fernandes | 4 020   | 0,82%     |
|         | PP      | Waldir Maranhão | 2 644   | 0,54%     |
|         | PSOL    | Paulo Rios      | 1 825   | 0,37%     |
|         | PCO     | Ribamar Pedrosa | 0       | 0%        |
| Totais  | Totais  | Totais          | 488 463 |           |

| Partido | Partido | Candidato    | Votos   | Votos (%) |
| ------- | ------- | ------------ | ------- | --------- |
|         | PSDB    | João Castelo | 271 014 | 55,84%    |
|         | PCdoB   | Flávio Dino  | 214 302 | 44,16%    |
| Totais  | Totais  | Totais       | 485 316 |           |

## Vereadores eleitos
| Candidato               | Partido | Votos  | %    |
| ----------------------- | ------- | ------ | ---- |
| Edivaldo Holanda Júnior | PTC     | 10.670 | 2,16 |
| Isaías Pererinha        | PSL     | 8.027  | 1,62 |
| Severino Sales          | PR      | 7.995  | 1,61 |
| Osmar Filho             | PTC     | 6.923  | 1,40 |
| Sebastião Albuquerque   | DEM     | 5.986  | 1,21 |
| Josué Pinheiro          | PSDC    | 5.764  | 1,16 |
| Barbosa Lages           | PDT     | 5.325  | 1,16 |
| Gutemberg Araújo        | PSDB    | 5.334  | 1,08 |
| Astro de Ogum           | PMN     | 5.135  | 1,04 |
| Augusto Serra           | PV      | 4.851  | 0,98 |
| José Joaquim            | PSDB    | 4.825  | 0,97 |
| Raimundo Sena           | PRP     | 4.723  | 0,95 |
| Ivaldo Rodrigues        | PDT     | 4.575  | 0,92 |
| Chico Carvalho          | PSL     | 4.412  | 0,89 |
| Albino Soeiro           | PSC     | 4.404  | 0,89 |
| Chaguinhas              | PRP     | 3.987  | 0,81 |
| Vieira Lima             | PPS     | 3.526  | 0,71 |
| Armando Costa           | PSDC    | 2.988  | 0,60 |
| Lourival Mendes         | PTdoB   | 2.758  | 0,56 |
| Fernando Lima           | PCdoB   | 2.307  | 0,47 |
| Rose Sales              | PCdoB   | 2.118  | 0,43 |

## Representação numérica das coligações na Câmara dos Vereadores
| Coligações     | Votos  | Votos válidos (%) | Número de Vereadores |
| PMN / PRP      | 51.330 | 10,37             | 3                    |
| PSDC / PPS     | 50.472 | 10,19             | 3                    |
| PSB / PTC      | 49.342 | 09,97             | 2                    |
| PC do B / PT   | 44.389 | 08,97             | 2                    |
| PDT            | 40.209 | 08,12             | 2                    |
| PSL / PTN      | 39.343 | 07,95             | 2                    |
| PSDB           | 38.870 | 07,85             | 2                    |
| PP / PV        | 28.728 | 05,80             | 1                    |
| PR             | 27.237 | 05,50             | 1                    |
| PRTB / PT do B | 26.428 | 05,34             | 1                    |
| PMDB / PSC     | 26.161 | 05,28             | 1                    |
| DEM            | 23.902 | 04,83             | 1                    |
| PCB / PHS      | 19.726 | 03,98             | 0                    |
| PRB            | 19.213 | 03,88             | 0                    |
| PTB            | 6.581  | 01,33             | 0                    |
| PSTU           | 1.691  | 00,34             | 0                    |
| PSOL           | 1.455  | 00,29             | 0                    |
| PCO            | 0      | 00,00             | 0                    |